# Barrage Limón
Le barrage Limón est un barrage en remblai constitué de béton et d'enrochement construit sur la rivière Huancabamba (de) dans les départements de Piura et de Cajamarca, dans le nord-ouest du Pérou, situé au sud de Guabal (en). La construction vise à permettre, d'une part, la production d'électricité et, d'autre part, de détourner une partie de l'eau de la Huancabamba de la région de Cajamarca pour irriguer les terres arides de la région d'Olmos (en), dans le département de Lambayeque.
Une fois le projet terminé, la centrale hydroélectrique permettra de produire 4 000 GWh d'électricité par an et de transférer l'eau de la région ouest à Lambayeque, permettant l'irrigation de 43 500 hectares de terres agricoles (la version espagnole mentionne le chiffre de 150 000 hectares). Le plus grand défi du projet fut de creuser les 20 kilomètres de tunnel trans-andin reliant le côté est des Andes (le bassin amazonien) avec le côté ouest, face au Pacifique,.
Le projet d'irrigation Olmos est le plus grand des sept projets d'irrigation au Pérou : jusqu'à 2 millions de m3 d'eau par an seront détournés pour irriguer la vallée de la région d'Olmos.

## Histoire et construction
L'idée de détourner la rivière Huancabamba sur les terres de la région d'Olmos fut envisagée la première fois en 1924. La composante hydroélectrique a été ajoutée dans les années 1940 et 1950. Des études préliminaires de faisabilité ont été menées dans les années 1960 par Italconsult et, en 1979-1982, des ingénieurs soviétiques de la firme Hydroproject (en) ont soumis une nouvelle approche pour la réalisation des travaux qui fut approuvée. Les travaux débutèrent en 2006 avec la construction du barrage et le forage du tunnel de dérivation au moyen d'un tunnelier avec la participation de l'entreprise brésilienne Odebrecht. La construction du barrage a été achevée en 2009 et le tunnel fut achevé le 20 décembre 2011 en présence du président du Pérou, Ollanta Humala,,.